# Marissa Mazzola-McMahon
Marissa Mazzola-McMahon (New York, 4 juli 1973) is een Amerikaans filmproducent en voormalig publicrelationsagent en televisiepresentatrice.
Ze is de vrouw van voormalig World Wrestling Entertainment Executive Vice President van Global Media Shane McMahon en ze behoort tot de vierde generatie van de familiedynastie McMahon, die werkzaam is in het professioneel worstelen.

## Leven en carrière

### World Wrestling Federation / Entertainment
Marissa Mazzola-McMahon begon haar carrière als een van de gastvrouwen van het televisieprogramma WWF LiveWire, dat van 1996 tot 2001 werd uitgezonden. Ze werkte als presentatrice samen met Jonathan Coachman en Michael Cole.

### Filmproductie
Na een korte periode als copresentatrice van LiveWire begon ze ook films te produceren. Ze werkte soms met grote WWF/WWE-supersterren, zoals Dwayne "The Rock" Johnson en Stone Cold Steve Austin. Ze speelde een kleine rol in de film The Scorpion King.